# Alan Rodríguez
Pour les articles homonymes, voir Rodríguez.
Alan Rodríguez, né le 25 janvier 2000 à Canelones en Uruguay, est un footballeur uruguayen qui joue au poste de milieu central au SC Internacional.

## Biographie

### En club
Né à Canelones en Uruguay, Alan Rodríguez est formé par le Defensor SC. Il débute en professionnel le 24 mars 2019, lors d'un match de championnat contre le Montevideo Wanderers. Ce jour-là il est titularisé et les deux équipes font match nul (1-1). Il inscrit son premier but dès le match suivant, le 31 mars 2019 contre le Racing Club de Montevideo. Titulaire ce jour-là, il permet aux siens d'égaliser après l'ouverture du score mais son équipe s'incline finalement par quatre buts à deux. Il s'impose ensuite en équipe première, profitant de sa polyvalence qui lui permet de jouer à plusieurs postes au milieu de terrain, et à des positions plus offensives.
Le 12 août 2022, Alan Rodríguez rejoint l'Argentine afin de s'engager en faveur de l'Argentinos Juniors. Il signe un contrat courant jusqu'en décembre 2026.
Rodríguez inscrit son premier but pour l'Argentinos Juniors le 7 octobre 2022, face au CA Lanús, en championnat. Il entre en jeu et participe à la victoire de son équipe par quatre buts à zéro.

### En sélection
Alan Rodríguez représente l'équipe d'Uruguay des moins de 17 ans de 2016 à 2017, jouant au total sept matchs et marquant un but. Il inscrit son seul but le 7 octobre 2016 contre la Russie. Il est titularisé et son équipe s'incline par trois buts à un.